# Tamina (catch)
Pour les articles homonymes, voir Reiher et Tamina (homonymie).
Sarona Moana-Marie Reiher (née le 10 janvier 1978 à Vancouver, Washington) est une catcheuse (lutteuse professionnelle) américaine. Elle travaille actuellement à la World Wrestling Entertainment, dans la division Raw, sous le nom de Tamina. 
Fille du catcheur Jimmy Snuka, elle commence sa carrière de catcheuse à la World Xtreme Wrestling en 2009 avant de signer un contrat avec la WWE en toute fin d'année. Elle rejoint la Florida Championship Wrestling, le club-école de la WWE, où elle continue son apprentissage avant d'apparaitre dans les émissions de la WWE au printemps 2010 comme valet des Usos pendant quelques mois. 
Elle est ensuite la valet de Santino Marella et Vladimir Koslov avant de reprendre sa carrière de catcheuse. En 2013, elle reprend son rôle de valet en accompagnant AJ Lee. 
En 2015, elle forme la Team BAD avec Naomi et Sasha Banks.

## Carrière

### World Xtreme Wrestling (2009)
Reiher fait son premier combat de catch à la World Xtreme Wrestling le 26 septembre 2009 sous le nom de Sarona Snuka où elle bat Lace. Le 14 novembre, elle participe au tournoi Elite 8 où elle se hisse en finale en éliminant Rain (en) puis Lace mais échoue en finale face à Betsy Ruth

### World Wrestling Entertainment (2009-...)

#### Florida Championship Wrestling (2009-2010)
Fin décembre 2009, la World Xtreme Wrestling annonce que Reiher signe un contrat avec la World Wrestling Entertainment et intègre la Florida Championship Wrestling (FCW), le club-école de la WWE.
Le 17 mars 2010, la WWE annonce qu'elle change de nom de ring pour celui de Tamina Snuka.

#### The Usos (2010-2011)

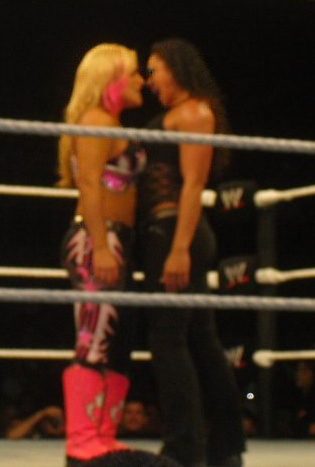
Tamina pendant sa rivalité contre Natalya

Le 24 mai 2010 à Raw, les Usos et Tamina, débutent en heels en attaquant les Champions par équipe unifiés, la Hart Dynasty (Tyson Kidd, David Hart Smith, et Natalya),. Tamina avec les Usos ont fait leur premier match en pay-per-view en perdant face à la Hart Dynasty dans un 6-Persons Mixed Tag Team Match à Fatal 4-Way.
Elle effectue un face turn, et commence une storyline amoureuse avec Santino Marella, qui conduit Tamina à manager l'équipe de Marella et Vladimir Kozlov pendant plusieurs semaines.

#### Débuts en solo et blessure (2011-2013)
Le 26 avril 2011, Tamina a été draftée à SmackDown dans le Draft supplémentaire 2011. Le 27 mai à SmackDown, Tamina est apparue en tant que heel en faisant équipe avec Alicia Fox pour vaincre l'équipe de Kaitlyn et AJ.
Lors de l'Elimination Chamber (2012), elle perd contre Beth Phoenix et ne remporte pas le titre des Divas.
Lors de Money in the Bank, elle gagne avec Layla et Kaitlyn contre Beth Phoenix, Natalya et Eve Torres. 
Elle se retire ensuite des rings à la suite d'une blessure au dos.

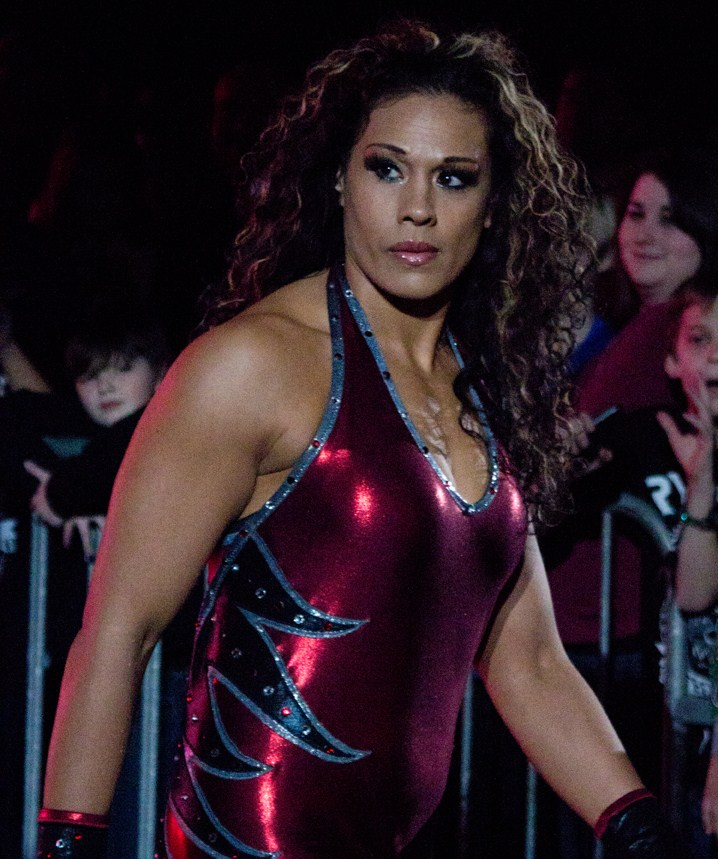
Tamina Snuka en 2013.

Elle fait son retour lors des Survivor Series (2012) en attaquant AJ Lee, alors en pleine dispute avec Vickie Guerrero, et effectue donc un heel turn. 
Lors de TLC, elle ne remporte pas la bataille royale de Divas spécial "Noël" pour déterminer l'aspirante n°1 au titre des Divas.
Lors de l'Elimination Chamber (2013), elle perd contre Kaitlyn et ne remporte pas le titre des Divas.

#### Alliance avec AJ Lee (2013-2014)

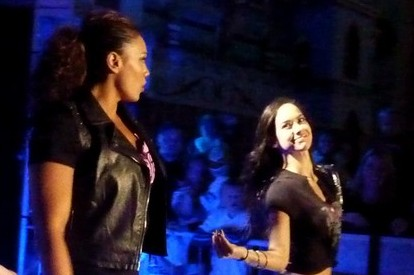
Tamina Snuka et AJ Lee en 2013.

Le 23 septembre à Raw, elle fait son retour en participant à un match par équipe 5 contre 5 avec comme partenaires AJ Lee, Aksana, Alicia Fox et Layla, match qu'elles perdront.
Elle est ensuite garde du corps d'AJ Lee durant les mois suivants.

#### Course au Diva's Championship et blessure (2014-2015)

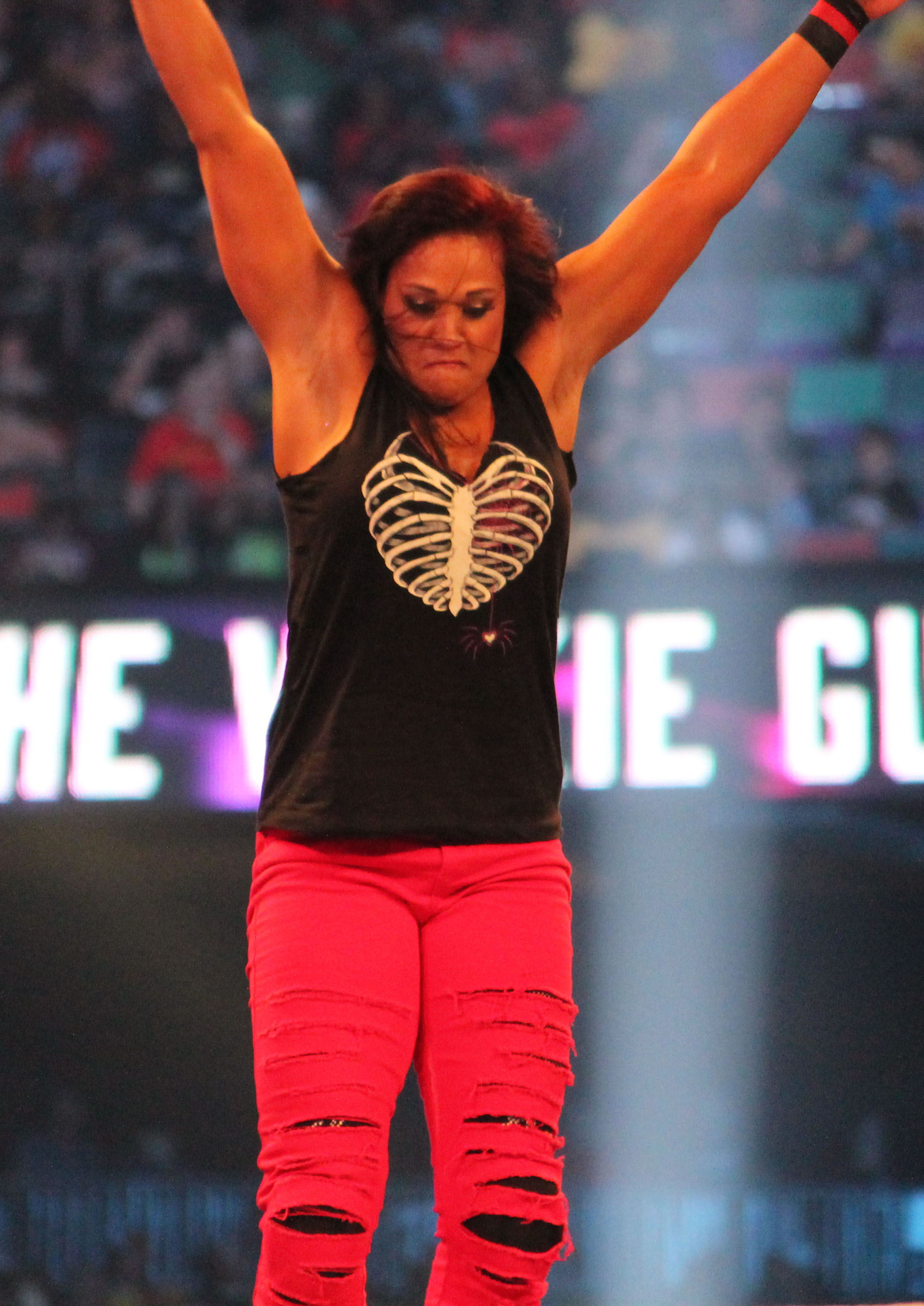
Tamina Snuka à WrestleMania XXX.

Lors de WrestleMania XXX, elle perd le Vickie Guerrero Divas Championship Invitational match. Lors de Extreme Rules, elle perd face à Paige et ne remporte pas le Divas Championship.
À la suite d'une blessure au genou, elle se fait opérer le 6 juin 2014.

#### Team B.A.D. (2015-2016)
Après plusieurs mois d'absence elle fait son retour en s'alliant avec Naomi et en attaquant les Bella Twins.
Lors de Payback, elle fait équipe avec Naomi et battent The Bella Twins. Lors de Summerslam, la Team B.A.D. perdent contre la Team PCB & la Team Bella, dans un Elimination Tag Team match que la Team PCB remporte. Tamina se blesse fin avril 2016.

#### Retour à SmackDown Live et alliance avec Lana et blessure (2017-2018)
Le 12 avril (soit près d'un an après sa dernière apparition), Tamina fait son retour à  SmackDown Live lors du Superstar Shakeup.
Lors de Money in The Bank 2017, elle ne remporte pas le Money in the Bank ladder match féminin au profit de Carmella.
Lors des Survivor Series le 19 novembre, elle participe au 5-on-5 Women's Elimination match au sein de la Team Smackdown. Elle élimine Bayley avant de se faire éliminer par Asuka par soumission, cette dernière remporte le match avec la Team Raw.[réf. nécessaire]
Le 28 janvier lors du Royal Rumble, elle fait son entrée en 7e position lors du premier Royal Rumble match féminin mais elle se fera éliminer par Lita. Asuka remportera le match.
Après le Royal Rumble, elle fut obligée de subir une lourde opération au niveau de l'épaule à la suite d'une déchirure de la coiffe des rotateurs et fut contrainte de s'absenter pour une durée de 6 a 9 mois.

#### Retour àRaw,Heel Turn& alliance avec Nia Jax (2018-2019)
Le 15 octobre à Raw, elle effectue son retour au cours d'un match par équipe qu'elle perd avec Dana Brooke contre Nia Jax & Ember Moon.
Le 5 novembre à Raw, elle attaque Ember Moon après le match de cette dernière face à Nia Jax. Jax attaquera également Moon effectuant un Heel Turn et s'alliant à Tamina.
Le 18 novembre lors des Survivor Series (2018), elle gagne avec la Team Raw (Mickie James, Nia Jax et The Boss'n Hug Connection) contre la Team SmackDown (Asuka, Carmella, Mandy Rose, Sonya Deville & Naomi) bien qu'elle se soit faite éliminer par Carmella.  
Le 27 janvier lors du Royal Rumble, elle entre dans le Royal Rumble match féminin en 10e position mais se fait éliminer en 7e position par Charlotte Flair (Becky Lynch remporta le match).
Le 10 mars à Fastlane, Jax et elle perdent contre The Boss'n Hug Connection et ne remportent pas les titres par équipe féminins de la WWE.
Le 7 avril à WrestleMania 35, Nia & elle ne remportent pas les titres féminins par équipe de la WWE, aux profits des IIconics.

#### Face Turn, championne 24/7 & perte du titre (2019-2020)
Le 27 mai à Raw, elle effectue un Face Turn durant la soirée organisée par ses cousins, les Usos. Le 6 octobre à Hell in a Cell (2019) elle remporte le titre 24/7 en faisant le tombé sur Carmella, et gagne ainsi son premier titre à la WWE. Elle perdra plus tard dans la soirée sa ceinture en subissant un tombé de R-Truth.
Le 26 janvier au Royal Rumble, elle entre dans le Royal Rumble féminin en 14e position, mais se fait éliminer par Bianca Belair en tenant 39 secondes dans le ring.

#### Diverses rivalités (2020-2021)
Le 27 mars à SmackDown, elle effectue son retour en attaquant Naomi et Lacey Evans, puis fait fuir Bayley et Sasha Banks. 
Le 5 avril à WrestleMania 36, elle ne remporte pas le titre féminin de SmackDown, battue par Bayley dans un Fatal 5-Way Elimination Match, qui inclut également Lacey Evans, Sasha Banks et Naomi.
Le 10 mai à Money in the Bank, elle ne remporte pas le titre féminin de SmackDown, battue par Bayley.

#### Alliance avec Natalya et championne féminine par équipe de la WWE (2021)
Le 31 janvier au Royal Rumble, elle entre dans le Royal Rumble féminin en 25e position, mais se fait éliminer par Nia Jax et Shayna Baszler. 
Le 10 avril à WrestleMania 37, Natalya et elle remportent le Tag Team Turmoil Match en battant le Riott Squad (Ruby Riott et Liv Morgan), devenant ainsi aspirantes n°1 aux titres féminins par équipe de la WWE le lendemain et effectuant également un Face Turn.
Le 14 mai à SmackDown, elles deviennent les nouvelles championnes féminines par équipe de la WWE en battant leurs mêmes adversaires, remportant le premier titre majeur de sa carrière depuis 12 ans. 
Le 18 juillet à Money in the Bank, elle ne remporte pas la mallette, gagnée par Nikki A.S.H. Le 20 septembre à Raw, elles perdent face à Nikki A.S.H et Rhea Ripley, ne conservant pas leurs titres.

#### Retour àRawet en solo (2021-....)
Le 5 octobre, elle est annoncée être officiellement transférée au show rouge.[réf. nécessaire]
Le 29 janvier 2022 au Royal Rumble, elle entre dans le Royal Rumble match féminin en 3e position, mais se fait éliminer par son ancienne partenaire, Natalya.
Le 28 janvier 2023 au Royal Rumble, elle entre dans le Royal Rumble match féminin en 19e position, mais se fait éliminer par Michelle McCool.

## Palmarès
- World Wrestling Entertainment
  - 9 fois Championne 24/7 de la WWE
  - 1 fois Championne féminine par équipe de la WWE (avec Natalya)
- Pro Wrestling Illustrated
  - Top 50 Females

| Année     | 2012   | 2013   | 2014-2017   |
| Rang      | 19     | 27     | non classée |
| Référence | [ 35 ] | [ 36 ] |             |

## Vie privée
- Son père, Jimmy Snuka, a été intronisé au WWE Hall of Fame en 2007.
- En septembre 2013, l'acteur et catcheur Dwayne "The Rock" Johnson révèle que Sarona a divorcé de son mari en 2003, avec qui elle a eu deux filles, et qu'elle était concierge avant de travailler à la WWE[37].